# دوتسو (ميزوري)
دوتسو (بالإنجليزية: Dutzow)‏ هي إحدى المجتمعات الفردية (غير مصنفة) في ولاية ميزوري في الولايات المتحدة الأمريكية.